# Roger Le Tourneau
Roger Le Tourneau (París, 1907-Aix-en-Provence, 1971) fue un historiador y profesor francés.

## Biografía
Nació el 2 de septiembre de 1907 en París. Autor de obras sobre temas relacionados con Marruecos y el mundo musulmán, entre las que se encontraron títulos como Fès avant le Protectorat. Etude économique et sociale d'une ville de l'Occident Musulman (1949), Évolution Politique de l'Afrique du Nord Musulmane, 1920–1961 (1962), La vie quotidienne à Fès en 1900 (1965), y The Almohad Movement in North Africa in the Twelfth and Thirteenth Centuries (1969), falleció el 7 de abril de 1971 en Aix-en-Provence.